# Rewia Chaplina
Rewia Chaplina (ang. The Chaplin Revue) − amerykański film komediowy z 1959 roku, w reżyserii Charliego Chaplina. Premiera filmu odbyła się 1 września 1959.

## Fabuła
Trzy filmy Chaplina z okresu niemego: "Pieskie życie","Charlie żołnierzem" i "Pielgrzym" połączone w jeden jeszcze przez samego mistrza i wzbogacone o nowe sceny.

## Obsada
- Charlie Chaplin - włóczęga
- i inni